# Lixiviación (metalurgia)

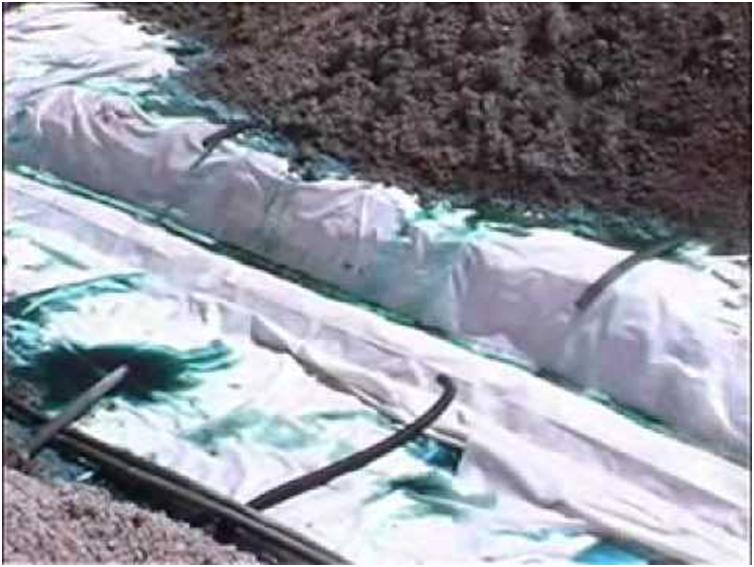
Lixiviación

En metalurgia extractiva se conoce como lixiviación al proceso de extraer desde un mineral una especie de interés por medio de reactivos que la disuelven o transforman en sales solubles. En otras palabras, en la lixiviación se recuperan especies útiles desde una fase líquida, correspondiente a la sustancia o una sal de esta en disolución acuosa. Los minerales que usualmente son lixiviados son aquellos menos oxidados (óxidos, carbonatos, sulfatos, silicatos, etc.).
La lixiviación es una técnica ampliamente utilizada en metalurgia extractiva que convierte los metales en sales solubles en medios acuosos. En comparación con las operaciones pirometalúrgicas, la lixiviación es más fácil de realizar y mucho menos dañina, ya que no se produce contaminación gaseosa. Sus principales inconvenientes son su alta acidez de trabajo y en algunos casos sus efluentes residuales tóxicos, y también su menor eficiencia causada por las bajas temperaturas de la operación, que afectan dramáticamente las tasas de reacción química.
El mineral usado para el proceso de lixiviación puede ser o bien oxidado o bien sulfurado. Por ejemplo, para un mineral oxidado, una reacción de lixiviación ácida simple puede ser ilustrada mediante la reacción de lixiviación del óxido de zinc:
ZnO + H2SO4 → ZnSO4 + H2O
En esta reacción el ZnO sólido se disuelve, formando sulfato de zinc disuelto en agua.
En muchos casos pueden ser usados otros reactivos para lixiviar óxidos. Por ejemplo, en la metalurgia del aluminio, el óxido de aluminio reacciona con soluciones alcalinas:
Al2O3 + 3H2O + 2NaOH → 2NaAl(OH)4
La lixiviación de sulfuros es un proceso más complejo debido a la naturaleza refractaria de minerales de sulfuro. Esto implica a menudo el uso de recipientes a presión, llamados autoclaves. Un buen ejemplo del proceso de autoclave de lixiviación se puede encontrar en la metalurgia del zinc. Se describe mejor por la siguiente reacción química:
2ZnS + O2 + 2H2SO4 → 2ZnSO4 + 2H2O + 2S
Esta reacción se produce a temperaturas superiores al punto de ebullición del agua, creando así una presión de vapor dentro del recipiente. El oxígeno se inyecta a presión, haciendo que la presión total en el autoclave sea mayor a 0,6 MPa.
La lixiviación de los metales preciosos como el oro puede llevarse a cabo con cianuro o el ozono bajo condiciones suaves.

## Lixiviaciónin situ
Se utiliza para menas de ley baja. La inversión es mínima. También se utiliza para tratar relaves que contengan mineral rico ya que se ve que en la minería artesanal desechan relaves con un ley baja.

## Lixiviación en botaderos
Su aplicación es para minerales de baja ley tanto para óxidos como sulfuros. Los ciclos de lixiviación son largos. Este sistema no requiere chancado, ya que el mineral es descargado tal cual viene de la mina sobre una pendiente o pila y luego se le implanta un sistema de riego.

## Lixiviación en bateas o percolación
Es aplicada fundamentalmente a minerales de Cu, U, Au y Ag ya que son fácilmente solubles y presentan buenas características de permeabilidad. El proceso puede durar de 2 – 14 días. Consiste en chancar previamente el mineral para después ser cargados en bateas en las que el mineral se sumerge en una solución ácida lixiviante. La batea posee un fondo falso cubierto con una tela filtrante la que permite la recirculación de las soluciones en sentido ascendente.

## Lixiviación en pilas o columnas
Se utiliza para menas de ley baja-media. La inversión es media.

## Lixiviación por agitación.
La lixiviación por agitación es un tipo de lixiviación en la que se agita una pulpa formada por partículas finas y reactivos. Se utiliza para menas de alta ley o cuya especie útil es de alto valor comercial, debido a los grandes costos de inversión. Su objetivo es tener recuperaciones más altas en tiempos más cortos. Usualmente se utiliza para lixiviar calcinas de tostación y concentrados, y es empleada en la extracción de cobre, oro, plata, entre otros.5

### Granulometría del mineral
El mineral utilizado está constituido por gruesos de menos de 2 mm de diámetro y alta cantidad de finos (hasta 200 µm). Sin embargo, este factor debe ser bien controlado. El porcentaje de finos utilizado para la lixiviación del cobre, por ejemplo, debe ser menor al 40% para partículas menores a 75 µm. Un exceso de finos alterará la permeabilidad de la masa lixiviada, impidiendo una buena filtración del relave, producir "embancamientos", y también dificultará la separación sólido-líquido posterior de la pulpa lixiviada. El exceso de gruesos también debe ser controlado, ya que estos producen problemas en la agitación (aumento de la potencia del agitador).

### Mineralogía
El tamaño y disposición de la especie útil dentro de la mena influye en el grado de molienda requerido para su liberación y exposición a la solución lixiviante. En cuanto a la composición, se debe tener en cuenta la presencia de arcillas, ya que estas producen muchos finos. Además, el mineral a lixiviar debe tener una baja porosidad.

### Equipos utilizados
La lixiviación por agitación requiere que la pulpa esté en constante agitación, lo que es logrado mediante el uso de reactores. Los más usados son los siguientes:
- Reactor Pachuca: Es un reactor que brinda agitación neumática por medio de la inyección de aire a presión desde el fondo del estanque

## Lixiviación bacteriológica
Es un proceso de disoluciones ejecutadas por un grupo de bacterias que tienen la habilidad de oxidar minerales sulfurados, permitiendo liberar los valores metálicos contenidos en ellos. Su objetivo es explotar menas que por tener baja concentración de metal no se pueden tratar con métodos tradicionales. Este proceso es utilizado para la extracción de uranio, cobre, zinc, níquel, cobalto, entre otros. Las bacterias producen una solución ácida que contiene al metal en su forma soluble.
Las bacterias más utilizadas son las especies Thiobacillus oxidans, T. thiooxidans, T. ferrooxidans y T. dentrificans. Son seres quimiolitoautótrofos obligados, es decir, obtienen su energía por la oxidación de elementos presentes en las rocas, como hierro y azufre. En general estas bacterias requieren, para vivir y reproducirse, de un medio ácido (son acidofílicas) con un pH entre 1 y 5, temperaturas de entre 25 °C a 30 °C (hasta 45 °C para algunas especies) y altas concentraciones de metales. Algunas son aeróbicas y otras anaeróbicas.
La bacteria más estudiada en cuanto a la oxidación biológica de los minerales sulfurados es la Thiobacillus ferroxidans. Es una bacteria gramnegativa anaeróbica. Obtiene su energía mediante la oxidación de sulfuros (pirita, marcasita, galena, calcopirita, bornita, blenda, covellina), y requiere de CO2 como fuente de carbono, nitrógeno y fósforo para sintetizar su alimento, además de una temperatura entre 28 °C y 35 °C. 